# محمد الصدقی الدبشی
محمد الصدقی الدبشی (عربی: محمد الصدقي الدبشي؛ زادهٔ ۲۸ اکتبر ۱۹۹۹) بازیکن فوتبال اهل تونس است.